# Мароко на Светском првенству у атлетици на отвореном 2017.
Мароко је учествовао на Светском првенству у атлетици на отвореном 2017. одржаном у Лондону од 4. до 13. августа шеснаести пут, односно учествовао је на свим досадашњим првенствима. Репрезентацију Марока представљало је 15 такмичара (12 мушкараца и 3 жене) који су се такмичили у 8 (6 мушких и 2 женске) дисциплина.,
На овом првенству Мароко је по броју освојених медаља делио 31. место са 1 освојеном медаљом (сребро). У табели успешности према броју и пласману такмичара који су учествовали у финалним такмичењима (првих 8 такмичара) Мароко је са 2 учесника у финалу делио 40. место са освојених 8 бодова.
| Плас. | Земља  | 1. место | 2. место | 3. место | 4. место | 5. место | 6. место | 7. место | 8. место | Бр. финал. | Бод. |
| ----- | ------ | -------- | -------- | -------- | -------- | -------- | -------- | -------- | -------- | ---------- | ---- |
| =40.  | Мароко | 0        | 1        | 0        | 0        | 0        | 0        | 0        | 1        | 2          | 8    |

## Учесници
| Мушкарци: - Abdelati El Guesse — 800 м - Мустафа Смаили — 800 м - Фоуад Елкам — 1.500 м - Абдалати Игуидер — 1.500 м - Брахим Акачаб — 1.500 м - Soufiyan Bouqantar — 5.000 м - Брахим Казузи — 5.000 м - Мохамед Реда Ел Араби — Маратон - Суфијане ел Бакали — 3.000 м препреке - Мохамед Тиндоуфт — 3.000 м препреке - Хишам Сигени — 3.000 м препреке - Јахја Бераба — Скок удаљ | Жене: - Рабабе Арафи — 1.500 м - Малика Акаоуи — 1.500 м - Фадва Сиди Матане — 3.000 м препреке |  |

## Освајачи медаља (1)

### Сребро (1)
- Суфијане ел Бакали — 3.000 м препреке

## Резултати

### Мушкарци
| Атлетичар             | Дисциплина       | Лични рекорд | Квалификације     | Квалификације     | Полуфинале            | Полуфинале            | Финале                | Финале               | Детаљи |
| Атлетичар             | Дисциплина       | Лични рекорд | Резултат          | Место             | Резултат              | Место                 | Резултат              | Место                | Детаљи |
| --------------------- | ---------------- | ------------ | ----------------- | ----------------- | --------------------- | --------------------- | --------------------- | -------------------- | ------ |
| Abdelati El Guesse    | 800 м            | 1:45,46      | 1:46,74           | 7. у гр. 3        | Нису се квалификовали | Нису се квалификовали | Нису се квалификовали | 23 / 44 (49)         |        |
| Мустафа Смаили        | 800 м            | 1:45,05      | 1:47,50           | 4. у гр. 5        | Нису се квалификовали | Нису се квалификовали | Нису се квалификовали | 31 / 44 (49)         |        |
| Фоуад Елкам           | 1.500 м          | 3:33,71      | 3:39,33 кв        | 7. у гр. 3        | 3:35,20               | 3. у гр. 2            | 3:37,72               | 11 / 40              |        |
| Абдалати Игидер       | 1.500 м          | 3:28,79      | 3:46,03 КВ        | 4. у гр. 1        | 3:40,76               | 6. у гр. 1            | Није се квалификовао  | 17 / 40              |        |
| Брахим Акачаб         | 1.500 м          | 3:35,03      | Није стартовао    | Није стартовао    | Није се квалификовао  | Није се квалификовао  | Није се квалификовао  | Није се квалификовао |        |
| Soufiyan Bouqantar    | 5.000 м          | 13:14,06     | 13:30,78          | 8. у гр. 1        |                       |                       | Није се квалификовао  | 29 / 39 (41)         |        |
| Брахим Казузи         | 5.000 м          | 13:16,08     | Није завршио трку | Није завршио трку | Није се квалификовао  | Није се квалификовао  |                       |                      |        |
| Мохамед Реда Ел Араби | Маратон          | 2:09:50      |                   |                   |                       |                       | 2:17:50               | 30 / 71 (100)        |        |
| Суфијане ел Бакали    | 3.000 м препреке | 8:05,12      | 8:22,60 КВ        | 1. у гр. 1        |                       |                       | 8:14,49               |                      |        |
| Мохамед Тиндоуфт      | 3.000 м препреке | 8:20,28      | 8:40,99           | 11. у гр. 3       | Нису се квалификовали | 34 / 44 (45)          |                       |                      |        |
| Хишам Сигени          | 3.000 м препреке | 8:16,54      | 8:44,74           | 11. у гр. 2       | Нису се квалификовали | 36 / 44 (45)          |                       |                      |        |
| Јахја Бераба          | Скок удаљ        | 8,40 НР      | 7,49              | 15. у гр. Б       | Нису се квалификовали | 28 31 (32)            |                       |                      |        |

### Жене
| Атлетичарка       | Дисциплина       | Лични рекорд | Квалификације | Квалификације | Полуфинале | Полуфинале | Финале                | Финале       | Детаљи |
| Атлетичарка       | Дисциплина       | Лични рекорд | Резултат      | Место         | Резултат   | Место      | Резултат              | Место        | Детаљи |
| ----------------- | ---------------- | ------------ | ------------- | ------------- | ---------- | ---------- | --------------------- | ------------ | ------ |
| Рабабе Арафи      | 1.500 м          | 4:01,75      | 4:03,67 КВ    | 5. у гр. 1    | 4:05,75 кв | 7. у гр. 2 | 4:04,35               | 8 / 43 (44)  |        |
| Малика Акаоуи     | 1.500 м          | 4:03,36      | 4:09,05 КВ    | 5. у гр. 2    | 4:05,73 КВ | 5. у гр. 2 | 4:05,87               | 10 / 43 (44) |        |
| Фадва Сиди Матане | 3.000 м препреке | 9:23,99      | 9:40,61       | 4. у гр. 1    |            |            | Није се квалификовала | 18 / 40 (42) |        |